# Jaume I d'Anglaterra
Jaume VI d'Escòcia o Jaume I d'Anglaterra i Irlanda —Charles James— (19 de juny, 1566 - 27 de març, 1625) fou rei d'Escòcia i el primer monarca d'Anglaterra provinent de la Casa d'Estuard, succeint la darrera monarca Tudor, Elisabet I, morta sense descendència. Fou rei d'Escòcia des del 24 de juliol de 1567 i rei d'Anglaterra i Irlanda des del 24 de març de 1603, any que la corona escocesa i anglesa es van unir, i va regnar fins al 1625, any de la seva mort.

## Regnat

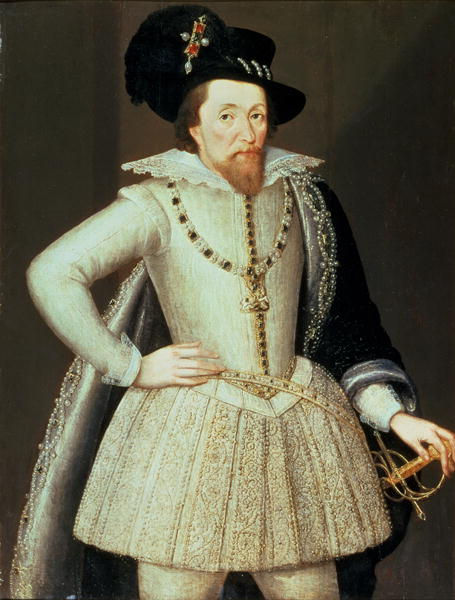
El rei Jaume VI d'Escòcia i I d'Anglaterra

Era l'únic fill de Henry Stuart (1545-1567), duc d'Albany, i de Maria Stuart, (1542-1587) reina d'Escòcia. Va néixer el 19 de juny de 1566 al Castell d'Edimburg i, al ser el fill major i hereter aparent de la corona, automàticament va convertir-se en Duc de Rothesay i Príncep d'Escòcia.
El 10 de febrer de 1567, el seu pare, Henry Stuart, va morir assassinat. James va heretar els títols de Duc d'Albany i Duc de Ross del seu pare. El 15 de maig de 1567, Maria es casà amb James Hepburn, IV Duc de Bothwell, un dels principals sospitosos d'assassinar a Henry, i, a causa d'això, la seva popularitat entre la població va disminuir. El juny de 1567, rebels Protestants van empresonar a Maria i mai més tornà a veure al seu fill. El 24 de juliol de 1567, Maria va estar forçada a abdicar en favor del seu fill, qui en el moment tenia un any i a nomenar a James Stewart, el seu germanastre il·legítim, com a regent. Així doncs, Jaume arribà al tron escocès el 24 de juliol de 1567 a l'edat de tretze mesos com a Jaume VI d'Escòcia. Quatre regents diferents van governar durant la seva minoria, que va acabar oficialment el 1578, encara que no va aconseguir el control total del seu govern fins al 1583. El 1603, va succeir a l'últim monarca Tudor d'Anglaterra i Irlanda, Elisabet I, que va morir sense fills heretant la Unió de les Corones com a Jaume I d'Anglaterra i Irlanda a Anglaterra i Irlanda des del 24 de març de 1603 fins a la seva mort.
El regne de Jaume sobre Escòcia fou reeixit, però Jaume estava profundament endeutat a Escòcia, heretant d'Elisabet I d'Anglaterra un deute anglès de 350.000 lliures. El 1608 el deute anglès havia augmentat a 1.400.000 lliures i augmentava en 140.000 lliures anuals. Mitjançant un programa accidentat de venda de propietats reials, el lord tresorer Robert Cecil va reduir el deute a 300.000 lliures i el dèficit anual a 46.000 lliures el 1610, però no va poder seguir el mateix mètode d'alleujament molt més lluny.
Les seves idees favorables a l'absolutisme polític, el seu seguit de favorits poc populars i la mala administració del fons reial assentaren la base de la Guerra Civil Anglesa. Incapaç d'arribar a un acord mutu amb un Parlament hostil a les seves intencions, la negativa per part de la Cambra dels Comuns d'imposar imposts prou alts enfonsà les finances reials, una situació que es va deteriorar durant els regnats de Jaume i el seu fill i hereu Carles I d'Anglaterra fins a la crisi de la Guerra Civil anglesa, durant la qual Carles va ser jutjat i executat. Durant la mateixa vida de Jaume I, però, els successius governs del regne d'Anglaterra i del d'Escòcia foren relativament estables. L'era jacobea va acabar amb una greu depressió econòmica el 1620-1626, complicada per un greu brot de pesta bubònica a Londres el 1625.
Juntament amb Alfred el Gran, Jaume és sovint considerat un dels personatges més intel·lectuals i cultivats que mai arribaren al tron d'Anglaterra o Escòcia. Sota el seu regne, la prosperitat cultural cultivada per l'Anglaterra d'Elisabet I va continuar: la ciència, la literatura i l'art, camps on il·lustres personatges com Francis Bacon i William Shakespeare participaren, visqueren un període daurat. El mateix Jaume era un erudit amb talent que escrigué obres com ara Daemonologie (1597), The True Law of Free Monarchies (La veritable llei de les monarquies lliures) (1598) Basilikon Doron (1599) i A Counterblaste to Tobacco (1604).

### Guerra civil mariana
Maria I d'Escòcia va ser pressionada a abdicar i va estar captiva durant gairebé un any a Escòcia. El 2 de maig de 1568, Maria va escapar del castell del llac Leven, va reunir un exèrcit de 6000 homes i es va enfrontar a unes forces més petites del regent Moray a la batalla de Langside el 13 de maig. Derrotada, va fugir a Anglaterra on creia que la seva tieta Elisabet I la ajudaria, però la va retenir, mentre a Escòcia, els seguidors de Maria es van enfrontar en una guerra civil contra el regent Moray i els seus successors. El castell d'Edimburg, que tenia guarnició al seu nom, es va convertir en el focus del conflicte i es va rendir només després d'una intervenció anglesa el maig de 1573.

### Pau amb Espanya
Espanya i Anglaterra duien gairebé 20 anys immersos en guerra, amb enormes pèrdues per a ambdós països, i Jaume imposà una política menys bel·licosa, suspenent les hostilitats amb Espanya, i la promesa de no intervenir en els assumptes continentals fos suficient per a Felip III d'Espanya per a signar la pau en 1604 pel tractat de Londres, renunciar a nomenar un rei catòlic per a la corona d'Anglaterra i garantir tolerància anglesa al catolicisme. Anglaterra renunciava a prestar cap tipus d'ajuda a les Províncies Unides, obria el Canal de la Mànega al transport marítim espanyol, prohibia als seus súbdits dur mercaderies d'Espanya a Holanda o viceversa, i prometia suspendre les activitats dels pirates a l'oceà Atlàntic. A canvi, Espanya concedia facilitats al comerç anglès a les Índies espanyoles.
Per aconseguir ingressos va estudiar casar al príncep de Gal·les amb la infanta Maria Anna d'Espanya i obtenir una dot, mantenir la pau amb Espanya i evitar els costos addicionals d'una guerra. La pau es va mantenir durant les negociacions, que es van allargar durant gairebé una dècada. Aquesta política es va veure compromesa per l'esclat de la Guerra dels Trenta Anys, especialment després que Frederic V del Palatinat, el seu gendre protestant, fos expulsat de Bohèmia per l'emperador Ferran després de la batalla de la Muntanya Blanca el 1620, i les tropes espanyoles envaïssin Renània simultàniament i ocupant el Palatinat. Les coses van arribar a un punt culminant quan Jaume va convocar un Parlament el 1621 per finançar una expedició militar en suport del seu gendre. A principis de 1623, el príncep Carles i George Villiers van decidir prendre la iniciativa i viatjar a Espanya d'incògnit però la missió va resultar ser un error perquè Maria Anna va rebutjar Carles, i els espanyols els van confrontar amb termes que incloïen la derogació de la legislació anticatòlica per part del Parlament. Tot i que es va signar un tractat, Carles i Villiers van tornar a Anglaterra sense la infanta i van renunciar immediatament al tractat. Desil·lusionats per la visita a Espanya, Carles i Villiers van canviar ara la política espanyola de Jaume i van demanar un partit francès i una guerra contra l'imperi dels Habsburg.

### Persecució dels catòlics
Els puritans consideraven que l'Església d'Anglaterra era molt propera al catolicisme, i en la seva Petició Mil·lenària de 1603, el clergat purità va exigir l'abolició de la confirmació, els anells de casament i el terme "sacerdot", entre altres coses, i que l'ús de la gorra i el surpliç fos opcional. Jaume va ser estricte a l'hora de fer complir la conformitat al principi, induint un sentiment de persecució entre molts puritans. Com a resultat de la Conferència de Hampton Court de 1604, es va encarregar una nova traducció i compilació de llibres aprovats de la Bíblia per resoldre les discrepàncies entre les diferents traduccions que s'utilitzaven llavors. La Bíblia del rei Jaume tal com es va conèixer, es va completar l'any 1611 i es considera una obra mestra de la prosa jacobea. Encara està en ús generalitzat.
Com no semblava que Jaume volgués posar fi a la persecució dels catòlics, diversos membres del clergat van decidir passar a l'acció i en 1605 tingué lloc la conspiració de la pólvora tramada per alguns catòlics anglesos per fer volar el parlament el dia de la sessió inaugural, el 5 de novembre de 1605. En ser detingut Guy Fawkes, també es va saber que els conspiradors havien reclutat un exèrcit de descontents i que es proposaven apoderar-se dels fills del rei i cridar als espanyols dels Països Baixos espanyols. En veure avortada la conspiració, la major part dels conjurats fugiren al Warwickshire, on s'havia dirigit Everard Digby, un dels caps de la conspiració amb la intenció de revoltar el país. Atacats per les tropes reials, uns moriren amb les armes a la mà després de viva resistència; d'altres moriren en el suplici. També foren condemnats a mort i executats dos jesuïtes acusats de complicitat amb la conspiració.

### Colonització d'Amèrica

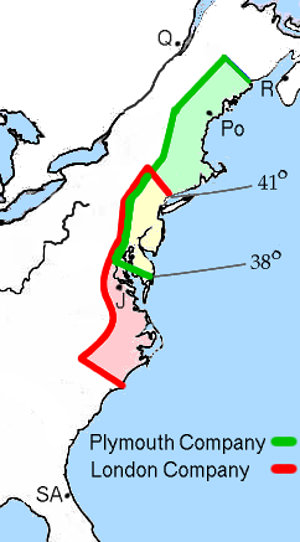
Concessions a la Companyia de Plymouth i la Virginia Company of London

El 1606, el rei Jaume I d'Anglaterra va concedir cartes tant a la Companyia de Plymouth com a la Virginia Company of London amb el propòsit d'establir assentaments permanents a Amèrica del Nord. El 1607, la London Company va establir una colònia permanent a Jamestown a la badia de Chesapeake, que es van enfrontar a una adversitat extrema, i el 1617 només hi havia 351 supervivents dels 1700 colons que havien estat transportats a Jamestown, mentre que la Colònia de Popham de la Companyia Plymouth no va reeixir. Quan els virginians van descobrir la rendibilitat del cultiu de tabac, la població de l'assentament va passar de 400 colons el 1617 a 1240 el 1622. La London Company va quedar en fallida en part a causa de les freqüents guerres amb els nadius americans propers, fent que la corona anglesa prengués el control directe de la Colònia de Virgínia, com es va conèixer Jamestown i els seus voltants.

### Colonització de l'Ulster

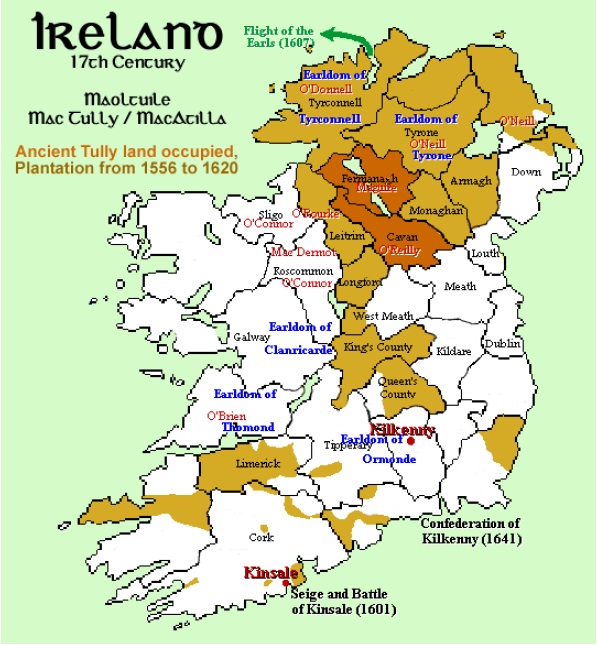
Mapa de les terres abandonades pels comtes

En 1609 va començar la Colonització de l'Ulster amb colonitzadors del sud-oest d'Escòcia i de les regions inestables de la frontera amb Anglaterra, culturalment diferent de la dels irlandesos nadius, amb idea de resoldre el problema de la frontera amb Escòcia, que podia posar en perill les seves possibilitats de governar ambdós regnes amb eficàcia, afermar l'Ulster i convertir la població nativa a l'anglicanisme. La major part de la terra colonitzada havia estat confiscada als caps nadius gaèlics, molts dels quals havien fugit d'Irlanda cap a l'Europa continental el 1607 després de la Guerra dels Nou Anys contra el domini anglès.

## Vida personal
Durant la seva vida, James va tenir relacions amb homes cortesans; tot i així, entre els historiadors hi ha debat sobre al naturalesa de les seves relacions. Alguns biògrafs diuen que Esmé Stewart (més tard Duc de Lennox), Robert Carr (més tard Duc de Somerset) i George Villiers (més tard Duc de Buckingham) eren els seus amants.

### Matrimoni i fills
El 20 d'agost de 1589 es va casar per poders, encara que la cerimònia oficial es va fer a Oslo el 23 de novembre, amb la princesa Anna de Dinamarca (1574-1619) de només catorze anys, filla del rei Frederic II de Dinamarca (1534-1588) i de Sofia de Meckenburg (1557-1631). El matrimoni s'acabà quan Anna morí el 1619 i Jaume no es tornà a casar. Del matrimoni nasqueren nou fills, dels quals només tres van sobreviure fins a l'edat adulta.
- Enric Frederic - nascut el 1594 i hereter aparent a la corona, però morí el 1612, amb 18 anys, de febre tifoide.[25]
- un fill nascut mort el 1595.
- Elisabet - nascuda el 1596 i més tard fou Reina de Bohèmia; morí el 1662.
- Margarida (1598-1600)
- Carles - nascut el 1600 i hereter del tro de Jaume després que el seu germà Enric morís.[26] El 1625 fou coronat rei i acabà el regnat el 1649, any de la seva mort. Es casà amb Enriqueta Maria de França (1606-1669).[27]
- Robert (1601-1602).
- Fill nascut mort el 1603.
- Maria (1605-1607).
- Sofia, nascuda i morta el 1606.